# The Pegasus
"The Pegasus" é o décimo segundo episódio da sétima temporada da série de ficção científica Star Trek: The Next Generation, que foi exibido pela primeira vez no dia 10 de janeiro de 1994 através da sindicação. O episódio foi escrito por Ronald D. Moore e dirigido pelo ator LeVar Burton.
No enredo, quando o primeiro oficial comandante de Riker chega na Enterprise, à procura da nave que os dois serviam, ele é forçado a repensar suas ações de anos atrás.

## Enredo
A Enterprise é enviada em uma missão de prioridade para pegar um membro da Inteligência da Frota Estelar, o Almirante Erik Pressman, antigo capitão da USS Pegasus, nava em que Riker serviu logo após se formar na Academia da Frota Estelar. Pressman informa o Capitão Jean-Luc Picard e Riker que a inteligência localizou a Pegasus no sistema Devolin, perto da Zona Neutra romulana. Apesar de presumidamente destruída, Pressman ordena que a Enterprise resgate os destroços da nave ou os destrua para impedir que eles caiam em mãos romulanas. Em particular, Riker tenta discutir os eventos abordo da Pegasus durante sua última missão, questionando as intenções de Pressman, porém o Almirante o instrui a permanecer em silêncio até o fim da missão atual. Quando Picard mais tarde questiona Riker sobre sua versão dos eventos, ele segue as instruções de Pressman; Picard respeita seu silêncio, porém o avisa de que se a Enterprise for colocada em perigo, ele talvez tenha de substituí-lo como Primeiro Oficial.
No sistema Devolin, a Enterprise encontra uma Ave de Guerra romulana, claramente também procurando a Pegasus. Picard e o capitão romulano, Sirol, reconhecem a presença um do outro, criando uma situação tensa. Apesar dos sensores da Enterprise localizarem a Pegasus enterrada dentro de uma enorme fissura de um asteroide, Picard ordena que eles prossigam para que os romulanos não suspeitem de nada. Com os romulanos distraídos, a Enterprise retorna, entra na fissura e encontra a Pegasus parcialmente fundida com o asteroide. Pressman e Riker se transportam para a nave e recuperam um dispositivo experimental que Riker acreditava estar destruído. Ele expressa sua desconfiança e sua preocupação em reter informações de Picard, porém Pressman o lembra de sua patente. Eles rapidamente retornam para a Enterprise e descobrem que os romulanos selaram a fissura, prendendo-os dentro do asteroide.
Sirol se recusa a abrir a fissura, ao invés disso dando à Picard a opção de ter asilo abordo da Ave de Guerra; permitindo que tanto a Pegasus a Enterprise sejam capturadas pelos romulanos. Riker propõe uma solução, usar o dispositivo que eles pegaram da Pegasus—um dispositivo de camuflagem da Federação que permitiria que eles atravessassem matéria sólida e saíssem do asteroide. Pressman fica furioso com a quebra de silêncio de Riker, porém Picard repreende Pressman, dizendo que o dispositivo de camuflagem é uma violação do Tratado de Algeron. Pressman tenta assumir o comando da Enterprise, porém a tripulação não reage. Sob as ordens de Picard, o dispositivo de camuflagem é instalado e usado pela nave para escapar do asteroide. A camuflagem e desativada em frente da nave romulana, e Picard informa Sirol de que a Federação irá entrar em contato com o governo romulano para discutir o incidente.
Picard ordena que Pressman seja preso por violar um tratado da Federação. Pressman o ameaça, dizendo possuir aliados na Frota Estelar, porém Picard mantém sua decisão. Enquanto Pressman é levado para fora da ponte, Riker insiste em ser preso também; Picard concorda. Ao visitá-lo na prisão, Picard nota que a ficha de Riker será afetada pelo incidente. Mesmo assim, ele ainda lhe diz estar orgulhoso de tê-lo como Primeiro Oficial.

## Produção
"The Pegasus" foi inspirado no romance Raise the Titanic!, de Clive Cussler. O roteirista Ronald D. Moore começou com a premissa de uma misteriosa nave estelar do passado que possui um segredo guardado em seu interior. "É o tipo clássico de conto e desde o início eu pensei que Riker poderia estar naquela nave. O que ele está protegendo?". Moore notou que este episódio possuía os mesmos temas de honra e dever de "The First Duty", onde Wesley Crusher não tinha o benefício de um bom histórico para atenuar seu erro.
Para o teaser de tom leve, Moore inicialmente tinha colocado Data, Troi e Riker ensaiando Pygmalion, de George Bernard Shaw. Entretanto, Michael Piller ficou cético e a ideia foi rapidamente abandonada. No lugar, Moore concebeu o "Dia do Capitão Picard" para fazer uso da imitação de Jonathan Frakes de Patrick Stewart.
Este é o primeiro episódio de Star Trek desde "The Enterprise Incident", de The Original Series, onde a Enterprise usa um dispositivo de camuflagem. "The Pegasus" finalmente dá uma explicação canônica do porquê a Federação não usa tais equipamentos. Moore afirmou, "Eu pensei, vamos arrumar isso, não porque é a última temporada mas sim porque estou cansado dessa pergunta em convenções". Ele acreditava que o tratado era a explicação mais fácil, e melhor do que aquelas oferecidas no passado – de que o dispositivo de camuflagem era prejudicial a saúde humana, de que o dispositivo não funcionaria em naves estelares da Federação, ou que "nós não nos esgueiramos". A última explicação é, na verdade, de Gene Roddenberry. Ele é citado no livro Star Trek Encyclopedia, tendo dito "nossas pessoas são cientistas e exploradores – nós não nos esgueiramos".

## Repercussão
Zack Handlen da The A.V. Club deu a este episódio uma nota "A–", elogiando o bom desenvolvimento de Riker e suas interações com Pressman, também notando as similaridades de "The Pegasus" com as premissas básicas de Battlestar Galactica, série desenvolvida por Ronald D. Moore uma década depois.